# Kerr (Familienname)
Kerr ist ein Familienname schottischen Ursprungs, der überwiegend im englischen Sprachraum vorkommt.

## Herkunft und Bedeutung
Kerr war ursprünglich ein Herkunftsname und ist abgeleitet vom schottischen kerr mit der Bedeutung „rough wet ground“.

## Namensträger

### A
- Alan Kerr (* 1964), kanadischer Eishockeyspieler, -trainer und -funktionär
- Alexander Kerr (1892–1964), britischer Schiffsingenieur und Polarforscher
- Alfred Kerr (1867–1948), deutscher Schriftsteller, Theaterkritiker und Journalist
- Ally Kerr, britischer Singer-Songwriter
- Alphonse Kerr (1808–1890), französischer Schriftsteller
- Amelia Kerr (* 2000), neuseeländische Cricketspielerin
- Andre Kerr (* 1972), US-amerikanischer Basketballspieler
- Andrew Kerr (Kulturmanager) (1933–2014), britischer Festivalgründer
- Andrew Kerr (Wasserballspieler)  (* 1954), australischer Wasserballspieler, Olympiateilnehmer 1976, 1980, 1984 und 1988
- Andrew England Kerr (* 1958), britischer Politiker, MdEP
- Andy Kerr (Trainer) (1878–1969), US-amerikanischer Football-, Basketball- und Leichtathletiktrainer
- Andy Kerr (Fußballspieler) (1931–1997), schottischer Fußballspieler
- Andy Kerr (Politiker, 1962) (* 1962), schottischer Politiker
- Andy Kerr (Politiker, 1968) (* 1968), US-amerikanischer Politiker
- Aneka Kerr (* 1981), neuseeländische Basketballspielerin
- Angie Kerr (* 1985), US-amerikanische Fußballspielerin
- Anita Kerr (1927–2022), US-amerikanische Sängerin, Arrangeurin, Komponistin, Dirigentin, Pianistin und Musikproduzentin
- Annette Kerr (1920–2013), britische Schauspielerin
- Anthony Kerr (* 1965), britischer Vibraphonist und Komponist
- Archibald Clark Kerr, 1. Baron Inverchapel (1882–1951), britischer Diplomat

### B
- Bill Kerr († 2014), südafrikanisch-australischer Schauspieler und Comedian
- Billy Kerr (1945–2012), irischer Radrennfahrer
- Bob Kerr (* 1940), britischer Jazzmusiker und Musikkomiker
- Brian Kerr, Baron Kerr of Tonaghmore (1948–2020), britischer Richter
- Brian Kerr (Fußballtrainer) (* 1953), irischer Fußballtrainer
- Brian Kerr (Fußballspieler) (* 1981), schottischer Fußballspieler
- Brooks Kerr (1951–2018), US-amerikanischer Jazzpianist

### C
- Calum Kerr (* 1972), schottischer Politiker
- Callum Kerr (* 1994), britischer Schauspieler
- Cammy Kerr (* 1995), schottischer Fußballspieler
- Charlotte Kerr (1927–2011), deutsche Schauspielerin und Regisseurin
- Clyde Kerr (1943–2010), US-amerikanischer Jazztrompeter
- Cristie Kerr (* 1977), US-amerikanische Golfspielerin

### D
- Daniel Kerr (Politiker) (1836–1916), US-amerikanischer Politiker
- Daniel Kerr (Footballspieler) (* 1983), australischer Footballspieler
- Danny Kerr (1915–nach 1937), schottischer Fußballspieler
- Dave Kerr (1910–1978), kanadischer Eishockeytorwart
- Deborah Kerr (1921–2007), britische Schauspielerin
- Donald Kerr (* 1939), US-amerikanischer Physiker und Manager
- Duwayne Kerr (* 1987), jamaikanischer Fußballspieler

### E
- Errol Kerr (* 1986), jamaikanischer Freestyle-Skier

### F
- Frank John Kerr (1918–2000), australischer Astronom
- Fraser Kerr (* 1993), schottischer Fußballspieler
- Frederick Kerr (1858–1933), britischer Theater- und Filmschauspieler
- Fritz Kerr (1892–1974), österreichischer Fußballspieler und -trainer

### G
- Gavin Kerr (* 1977), schottischer Rugby-Union-Spieler
- George Kerr (Judoka) (* 1937), schottischer Judoka
- George Kerr (Leichtathlet) (1937–2012), jamaikanischer Leichtathlet
- George Kerr (Fußballspieler) (* 1943), schottischer Fußballspieler und -trainer
- George H. Kerr (1911–1992), US-amerikanischer Diplomat und Autor
- Godfrey Kerr (* 1942), irisch-amerikanischer DJ

### H
- Hamish Kerr (* 1996), neuseeländischer Leichtathlet
- Harriet Kerr (1859–1940), englisch-britische Suffragette
- Harry Kerr (Sportschütze) (Henry Kerr; 1856–1936), kanadischer Sportschütze
- Harry Kerr (Leichtathlet) (Henry Edward Kerr; 1879–1951), neuseeländischer Leichtathlet
- Harry D. Kerr (Harry David Kerr; 1880–1957), US-amerikanischer Songschreiber, Lyriker und Anwalt

### I
- Ian Kerr (Hockeyspieler) (* 1935), neuseeländischer Hockeyspieler
- Ian Kerr (Jurist) (1965–2019), kanadischer Jurist und Hochschullehrer
- Ian Kerr (Leichtathlet) (* 1996), bahamaischer Sprinter
- Ian M. Kerr (Ian Macpherson Kerr), britischer Mediziner

### J
- James Kerr (Politiker, 1790) (1790–1850), US-amerikanischer Offizier und Politiker (Texas)
- James Kerr (Politiker, 1851) (1851–1908), US-amerikanischer Politiker (Pennsylvania)
- James Kerr (Fechter) (1940–2023), Fechter von den Amerikanischen Jungferninseln
- James Kirkpatrick Kerr (1841–1916), kanadischer Politiker
- James Reid Kerr (1883–1963), schottischer Rugby- und Cricketspieler
- Jane Kerr (* 1968), kanadische Schwimmerin
- Jason Kerr (Cricketspieler) (* 1974), englischer Cricketspieler
- Jason Kerr (Fußballspieler) (* 1997), schottischer Fußballspieler
- Jassett Kerr-Wilson (* 1991), jamaikanische Fußballschiedsrichterassistentin
- Jean Kerr (1923–2003), US-amerikanische Schriftstellerin
- Jess Kerr (* 1998), neuseeländische Cricketspielerin
- Jim Kerr (James Kerr; * 1959), schottischer Musiker
- Jimmy Kerr (Fußballtrainer) (James Kerr; 1881–1933), schottischer Fußballtrainer
- Jimmy Kerr (Rugbyspieler) (James Mitchell Kerr; 1910–1998), schottischer Rugbyspieler
- Jimmy Kerr (Fußballspieler, 1919) (James Kerr; 1919–2001), schottischer Fußballspieler
- Jimmy Kerr (Fußballspieler, 1932) (James Kerr; 1932–1994), englischer Fußballspieler
- Jimmy Kerr (Fußballspieler, 1949) (James Peter Kerr; * 1949), schottischer Fußballspieler
- John Kerr (Politiker) (1782–1842), US-amerikanischer Politiker (Virginia)
- John Kerr junior (1811–1879), US-amerikanischer Politiker
- John Kerr (Physiker) (1824–1907), schottischer Physiker
- John Kerr (Schauspieler) (1931–2013), US-amerikanischer Schauspieler
- John Kerr, Baron Kerr of Kinlochard (* 1942), britischer Diplomat und Politiker
- John Kerr (Fußballspieler, 1943) (1943–2011), kanadischer Fußballspieler
- John Kerr (Musiker) (1948–2020), englischer Musiker
- John Kerr (Psychoanalytiker) (* 1950), US-amerikanischer Psychoanalytiker
- John Kerr (Segler) (* 1951), kanadischer Segler
- John Kerr (Fußballspieler, 1959) (1959–2006), englischer Fußballspieler
- John Kerr (Fußballspieler, 1965) (* 1965), US-amerikanischer Fußballspieler
- John Kerr (Eiskunstläufer) (* 1980), schottischer Eiskunstläufer
- John Bozman Kerr (1809–1878), US-amerikanischer Politiker
- John F. R. Kerr (1934–2024), australischer Pathologe
- John Graham Kerr (1869–1957), englischer Embryologe
- John H. Kerr (1873–1958), US-amerikanischer Politiker
- John Leeds Kerr (1780–1844), US-amerikanischer Politiker
- John Robert Kerr (1914–1991), australischer Jurist und Politiker
- Johnny Kerr (1932–2009), US-amerikanischer Basketballspieler, -trainer und -kommentator
- Jordan Kerr (* 1979), australischer Tennisspieler
- Joseph Kerr (1765–1837), US-amerikanischer Politiker
- Josh Kerr (* 1997), britischer Leichtathlet
- Josiah Kerr (1861–1920), US-amerikanischer Politiker
- Judith Kerr (1923–2019), britische Schriftstellerin und Illustratorin
- Julia Kerr (1898–1965), deutsche Komponistin
- Justin Kerr (* 1979), neuseeländischer Radrennfahrer

### K
- Katharine Kerr (* 1944), US-amerikanische Autorin
- Kevin Kerr (Eishockeyspieler, 1967) (* 1967), kanadischer Eishockeyspieler und -trainer
- Kevin Kerr (Fußballspieler) (* 1989), schottischer Fußballspieler
- Kevin Kerr (Eishockeyspieler, 1996) (* 1996), US-amerikanischer Eishockeyspieler
- Kristen Kerr (* 1974), US-amerikanische Schauspielerin

### M
- Malcolm Kerr (Politikwissenschaftler) (1931–1984), US-amerikanischer Politikwissenschaftler
- Malcolm Kerr (Snookerspieler), schottischer Snookerspieler
- Mariot Kerr, australische Kostümbildnerin
- Mark Kerr (General) (1676–1752), britischer General
- Mark Kerr (Offizier) (1864–1944), britischer Offizier der Luftstreitkräfte und der Marine
- Mark Kerr (Ringer) (* 1968), amerikanischer Ringer und Kampfsportler
- Mavis Kerr (1919–2005), neuseeländische Badmintonspielerin
- Michael Kerr (Jurist) (1921–2002), britischer Jurist und Buchautor
- Michael Kerr, 13. Marquess of Lothian (1945–2024), britischer Politiker (Conservative Party)
- Michael C. Kerr (1827–1876), US-amerikanischer Politiker
- Miranda Kerr (* 1983), australisches Fotomodell

### N
- Neil Kerr (1871–1901), schottischer Fußballspieler

### O
- Orin Kerr, US-amerikanischer Jurist

### P
- Paul Francis Kerr (1897–1981), US-amerikanischer Mineraloge
- Peter Kerr (Architekt) (1820–1912), australischer Architekt schottischer Herkunft
- Peter Kerr (Fußballspieler) (1891–1969), schottischer Fußballspieler
- Peter Kerr, 12. Marquess of Lothian (1922–2004), britischer Politiker
- Peter Kerr (Sportfunktionär), australischer Wasserballspieler und -funktionär
- Peter Kerr (Triathlet) (* 1988), australischer Triathlet
- Philip Kerr (1956–2018), britischer Schriftsteller
- Philip Kerr, 11. Marquess of Lothian (1882–1940), britischer Politiker, Journalist und Diplomat

### R
- Reg Kerr (* 1957), kanadischer Eishockeyspieler
- Richard Kerr (* 1952), kanadischer Filmemacher
- Robbie Kerr (* 1979), britischer Automobilrennfahrer
- Robert Kerr (Autor) (1755–1813), schottischer Autor, Übersetzer und Zoologe
- Robert Kerr (Leichtathlet) (1882–1963), kanadischer Sprinter
- Robert Kerr (Unternehmer) (1929–2010), kanadischer Unternehmer, Mitbegründer von IMAX
- Robert Kerr, 1. Marquess of Lothian (1636–1703), schottischer Adliger und Politiker
- Robert S. Kerr (1896–1963), amerikanischer Politiker
- Robert S. Kerr III (* 1950), US-amerikanischer Politiker
- Roy Kerr (* 1934), neuseeländischer Mathematiker

### S
- Sam Kerr (Fußballspielerin, 1993) (* 1993), australische Fußballspielerin
- Sam Kerr (Fußballspielerin, 1999) (* 1999), schottische Fußballspielerin
- Shelley Kerr  (* 1969), schottische Fußballspielerin und -trainerin
- Sinead Kerr (* 1978), britische Eiskunstläuferin
- Steve Kerr (* 1965), amerikanischer Basketballspieler und -trainer

### T
- Tawera Kerr-Barlow (* 1990), neuseeländischer Rugby-Union-Spieler
- Thomas Kerr (Generalmajor) († 1637), schwedischer Generalmajor
- Thomas Kerr (Gouverneur) (1818–1907), Gouverneur der Falklandinseln
- Thomas Kerr (Illustrator) (* 1962), kanadischer Illustrator
- Thomas H. Kerr senior, US-amerikanischer Komponist, Dirigent, Pianist und Geiger
- Thomas H. Kerr junior (1915–1988), US-amerikanischer Komponist und Musikpädagoge
- Tim Kerr (* 1960), kanadischer Eishockeyspieler und -funktionär
- Trudy Kerr (* 1963), australische Jazzsängerin

### W
- Walter Kerr (1839–1927), britischer Flottenadmiral und Erster Seelord
- Walter Kerr (Theaterkritiker) (1913–1996), US-amerikanischer Theaterkritiker
- Walter Craig Kerr (1858–1910), US-amerikanischer Unternehmer
- Warwick Kerr (1922–2018), brasilianischer Agraringenieur, Genetiker und Insektenkundler
- William Kerr, 2. Marquess of Lothian († 1722), britischer Adliger, Offizier und Politiker
- William Kerr (Dichter) (um 1880–??), englischer Dichter
- William Kerr (Schauspieler) (* 1922), australischer Schauspieler
- William Kerr (1945–2012), irischer Radrennfahrer, siehe Billy Kerr
- William Kerr (Badminton) (* um 1950), südafrikanischer Badmintonspieler
- William Kerr (Filmeditor) (* um 1960), US-amerikanischer Filmeditor
- Winfield S. Kerr (1852–1917), US-amerikanischer Politiker